# Owermoigne
Owermoigne – wieś w Anglii, w hrabstwie Dorset. Leży 8 km na południowy wschód od miasta Dorchester i 181 km na południowy zachód od Londynu.